# Nydalen
För andra betydelser, se Nydalen (olika betydelser).
Nydalen är en småort i Askersunds kommun belägen i sydöstligaste delen av Hammars socken vid Vättern strax intill gränsen mot Östergötland.